# Bernhard Bartmann
Bernhard Bartmann (* 26. Mai 1860 in Madfeld; † 1. August 1938 in Paderborn) war ein deutscher, römisch-katholischer Dogmatiker.

## Leben
Bernhard Bartmann wurde am 26. Mai 1860 in Madfeld (jetzt Brilon) als Sohn des Tagelöhners und Maurers Johann Adolf Bartmann (1831–1900) und seiner Ehefrau Elisabeth Louise geborene Schlüter (1830–1876) geboren. Die Eltern betrieben im Nebenerwerb Landwirtschaft. Mehrere ihrer Kinder verstarben früh, sodass Bernhard Bartmann als Einzelkind aufwuchs. Die früh verstorbene Mutter besaß eine kleine Bibliothek katholischer Unterrichts- und Erbauungsbücher, darunter neben Heiligenlegenden die Handpostille Leonhard Goffinés und Gregor Rippels Die Schönheit der katholischen Kirche, aus denen sie dem Jungen vorlas. Der Ortspfarrer Franz Kaspar Dalhoff ließ ihn im Alter von fünf Jahren einschulen. Während der Schulzeit war er als Schulhelfer tätig. Anschließend bereitete er sich drei Jahre auf das Aufnahmeexamen für das Lehrerseminar in Büren vor.
Er schloss Ostern 1880 die Ausbildung ab und arbeitete bis 1882 als Lehrer an einer Simultanschule in Werne (jetzt Bochum). Dort war er unter sieben Lehrern der einzige katholische und führte den Religionsunterricht für die katholischen Schüler nach Ende des regulären Unterrichts durch. Danach bereitete er sich beim Pfarrer in Dahl auf die Reifeprüfung eines humanistischen Gymnasiums vor, ab Ostern 1884 studierte er katholische Theologie in Münster, Ostern 1885 wechselte er an die Universität Würzburg, anschließend nach Eichstätt, und schloss seine Ausbildung am Priesterseminar Paderborn ab. In Würzburg hörte er unter anderem Vorlesungen bei Franz Hettinger, in Eichstätt bei Albert Stöckl und Mathias Schneid und vor allem bei Franz von Paula Morgott und Valentin Thalhofer. Seit dem Studium war er Mitglied der katholischen Studentenverbindung KStV Walhalla Würzburg im KV.
Am 19. März 1888 erhielt Bernhard Bartmann die Priesterweihe. Er wurde als Seelsorger und Lehrer an der Rektoratsschule Hamm eingesetzt, daneben war er sonntags Vikar der Hauptkirche und werktags Kooperator des Pfarrers. Er wechselte auf eigenen Wunsch in die Seelsorge und war an der Propsteikirche Dortmund vier Jahre lang Vikar. Bischof Hubert Theophil Simar versetzte ihn wieder in den Schuldienst, wo er vier Jahre lang gleichzeitig an der Realschule und am Realgymnasium als Seelsorger tätig war und ausschließlich katholische Religion unterrichtete.
Noch während seiner Zeit in Hamm begann Bernhard Bartmann mit seiner Doktorarbeit, die er 1896 bei Paul von Schanz und Johannes von Belser in Tübingen einreichte. Sein Thema war St. Paulus und St. Jakobus über die Rechtfertigung. Am 22. September 1898 wurde er auf den Lehrstuhl für Dogmatik an der Bischöflichen (ab 1929 Erzbischöflichen) Philosophisch-Theologischen Akademie Paderborn (die heutige Theologische Fakultät Paderborn) berufen, den er 40 Jahre lang bis zu seinem Tod innehatte. Bartmann war langjähriger Mitarbeiter der von den Professoren der Paderborner Akademie seit 1909 herausgegebenen theologischen Fachzeitschrift „Theologie und Glaube“.
Bernhard Bartmann starb nach kurzer Krankheit am 1. August 1938 in Paderborn. Er wurde auf dem Ostfriedhof Paderborn bestattet.

## Werk

### Dissertation zur Rechtfertigungstheologie
Mit dem Thema seiner Doktorarbeit griff Bartmann das zu seiner Zeit zentrale dogmatische Streitthema zwischen katholischer und reformatorischer Theologie auf. Letztere war ihm aufgrund seiner Herkunft und Tätigkeit im gemischtkonfessionellen Umfeld bestens vertraut. Ganz bewusst von den biblischen Wurzeln und nicht allein der katholischen Schultheologie ausgehend, entwickelt er in intensiver Auseinandersetzung mit der protestantischen Kritik einen vor kontroverstheologischen Fehlinterpretationen nicht gefeiten, jedoch argumentativ differenzierten und ausgereiften katholischen Standpunkt in der Rechtfertigungslehre. In seinen späteren Lehrwerken behandelte er das Thema immer wieder ausführlich und versucht dabei, die katholische Position argumentativ auch für kritische Leser nachvollziehbar zu machen und Vorurteile auszuräumen. Auch im fachtheologischen Disput mit protestantischen Vertretern wie Adolf Schlatter erwies er sich als profilierter und profunder Kenner der Rechtfertigungstheologie und gehört damit in die Reihe der frühen Vorarbeiter der ca. 100 Jahre später verwirklichten Einigung der großen Kirchen in der Gemeinsamen Erklärung zur Rechtfertigungslehre.

### Praktische Dogmenlehre
Bernhard Bartmanns Hauptwerk ist sein Lehrbuch der Dogmatik. Es erschien ab 1905 bis 1932 in acht Auflagen, ab der dritten (1918) zweibändig, und wurde ins Italienische und Französische übersetzt. Das systematische, jedoch weniger spekulativ als geschichtlich ausgerichtete Handbuch war nicht nur im katholischen Raum weit verbreitet, sondern diente auch evangelischen Theologen wie Karl Barth als Referenz für die Auseinandersetzung mit der katholischen Glaubenslehre, da es zu allen wichtigen Fragen auch den reformatorischen Standpunkt unverkürzt und zutreffend referiert. Daneben verfasste Bartmann zahlreiche historisch-dogmatische Artikel und Rezensionen für Fachzeitschriften sowie ungefähr 18 Bücher, die sich nicht nur an fachtheologische Leser richteten, sondern auf ein breiteres, religiös interessiertes Publikum zielten und daher zuweilen als „volksreligiöse Schriften“ charakterisiert wurden. Ein Anliegen seiner Bücher bestand darin, biblische und dogmatische Lehren der römisch-katholischen Kirche in engeren Bezug zueinander zu setzen, als dies in der traditionellen Neuscholastik bis dahin üblich gewesen war. Hier sah Bartmann einen Ansatzpunkt für das Gespräch mit dem Protestantismus, mit dessen Positionen er sich lebenslang konstruktiv auseinandersetzte. Zugleich versuchte Bartmann, die katholische Lehre und Frömmigkeitspraxis und ihre historischen Wurzeln auch für Kritiker verständlich darzulegen und landläufige Vorurteile insbesondere des protestantisch-aufgeklärten Milieus gegen die katholische Dogmatik und Frömmigkeit betont sachlich und unpolemisch zu entkräften. Seine Bücher richteten sich auch an katholische Seelsorger und Prediger, denen er dogmatisch zuverlässige Arbeitshilfen an die Hand geben wollte, die weniger wissenschaftlich-akademische und stärker auf die Seelsorge zugeschnittene Erklärungen der zentralen Glaubensthemen beinhalten, wobei er sich wie auch in seinem wissenschaftlichen Werk um Allgemeinverständlichkeit und einen klaren, eingängigen Schreib- und Argumentationsstil bemühte.

### Lebendigeres Jesusbild
Besonders geschätzt wurde sein Jesusbuch Jesus Christus, unser Heiland und König (1926/1929), in dem er Jesus Christus biblisch fundiert als eine von Anfang an mit königlich-messianischem Anspruch auftretende Gestalt schildert, deren Königtum sich allerdings nicht in weltlichem Triumph, sondern in der Leidensgeschichte vom Kreuz her gezeigt habe. Hierin sah Bartmann den besonderen Beitrag der deutschen katholischen Theologie zur Deutung des kurz zuvor (1925) von Papst Pius XI. eingeführten Christkönigsfestes. Das Buch war innovativ, weil es nicht den herkömmlichen Schemata der dogmatischen Handbuchliteratur folgte, sondern eine anschauliche narrative Darstellung entwickelte, die Bibelstellen weniger als Belege für dogmatische Glaubenswahrheiten anführt, sondern illustrativ und erzählerisch verarbeitet. Die einprägsame, theologisch kommentierte Nacherzählung des Wirkens Jesu mitsamt seiner Wunder, Sprüche und Gleichnisse führte dem Leser Jesus Christus als Person aus Fleisch und Blut vor Augen und trug auf diese Weise zur Erneuerung der katholischen Christologie hin zu einem lebendigeren und weniger abstrakten Christusbild und einer innigeren Jesusbeziehung bei. Die Grenze zwischen dogmatischer Christologie und historischer Leben-Jesu-Forschung versuchte Bartmann, wie er 1928 im Vorwort der Neuauflage selbst anmerkte, darin so weit wie möglich aufzuheben.
Historisierungsbestrebungen und Modernisierungsanliegen des Reformkatholizismus trat Bartmann bis zuletzt mit ausdrücklicher Milde gegenüber und vermied es, innerkatholische Kritiker der Lehre zu scharf zu verurteilen, wiewohl er die Lehrinhalte geschult, eloquent und fundiert gegen Radikalkritik zu verteidigen wusste.

### Theologische Abwertung des Judentums
Bereits in seinem Jesusbuch hob Bartmann den religiösen Gegensatz hervor, in dem nach seiner Interpretation Jesus Christus zum Judentum seiner Zeit gestanden habe. Nach Bartmann, der Propheten wie Jeremia, Ezechiel und Maleachi als gesetzeskritische Vorläufer Jesu zeichnet, hat sich Jesus während seines im Endeffekt erfolglosen öffentlichen Wirkens zunehmend von der seit dem babylonischen Exil durch Überstrenge und Rigorismus geprägten jüdischen Glaubenspraxis distanziert und zuletzt den Gottesbund mit Israel beendet und durch seinen Neuen Bund ersetzt. Damit habe Gott dem jüdischen Volk seine Gnade entzogen, weil es infolge seiner wechselhaften und oberflächlichen Gesinnung die von Jesus landauf, landab gepredigte Umkehr mehrheitlich verweigert und durch seine herrschende Partei das messianische Königtum Jesu definitiv abgelehnt habe. 1934 bezeichnete er in seiner Schrift Positives Christentum in katholischer Wesensschau, die sich als kritisch-positive Würdigung der nationalsozialistischen Christentumsauffassung aus Sicht der katholischen Glaubenslehre begreift, den jüdischen „Alten Bund“ als „vorchristlich“ und auf einer niedrigeren Stufe göttlicher Offenbarung als das Neue Testament stehend. In seinem letzten, Anfang 1938 erschienenen Büchlein Der Glaubensgegensatz zwischen Judentum und Christentum bekräftigte er diese antijudaistische Deutung des christlich-jüdischen Verhältnisses im Sinne der klassischen Substitutions- und Verwerfungslehre und ging dabei so weit, den Offenbarungscharakter des Alten Testaments mit biblischen und kirchengeschichtlichen Argumenten in Frage zu stellen, wiewohl er an dessen göttlicher Inspiration festhielt. Das Buch, das als Reaktion auf Werke deutschjüdischer Autoren wie Hans-Joachim Schoeps oder Martin Buber konzipiert war, die die grundlegende Nähe zwischen Judentum und Christentum betont hatten, stellte dagegen die grundsätzliche Unvereinbarkeit christlicher und jüdischer Religion fest. Schon die jüdische Gnadenlehre, die durch eine Werk- und Verdienstgerechtigkeit ohne helfendes Gnadengeschenk Gottes bestimmt sei, kenne als gnadenhafte Grundlage nur Gottes Erwählung Israels; darin liege ein fundamentaler Gegensatz zum Christentum. Das Taschenbuch wurde in Teilen der Auflage zusammen mit einer antisemitischen Flugschrift als Verlagsbeilage ausgeliefert, die die antijüdische Sichtweise noch weiter zuspitzt und pamphletartig einschärft. Mit seiner antijudaistischen Einseitigkeit bei gleichzeitig theologisch moderner und ansprechender Darstellungsweise leistete Bartmann antijüdischen Einstellungen im deutschen Katholizismus Vorschub und übte damit einen negativen Einfluss im katholischen Milieu zur Zeit der nationalsozialistischen Judenverfolgung aus.
Der im Bereich der kritischen Katholizismusforschung engagierte Publizist und Mundartforscher Peter Bürger nennt Bartmanns antijüdische Einstellung beispielhaft für seinen Herkunfts- und Wirkungsraum, da eine judenfeindliche Grundhaltung im Katholizismus des Bistums Paderborn und insbesondere des ehedem kurkölnischen Sauerlandes spätestens seit Mitte des 19. Jahrhunderts die Norm gewesen sei.

## Ehrungen
Papst Pius XI. ernannte Bernhard Bartmann am 26. August 1924 zum päpstlichen Hausprälaten.
In seinem Geburtsort Madfeld ist die Hauptstraße in Bernhard-Bartmann-Straße umbenannt worden.

## Schriften (Auswahl)
- St. Paulus und St. Jacobus über die Rechtfertigung (= Biblische Studien. Nr. 2.1). Herder, Freiburg im Breisgau 1897 (Dissertation).
- Lehrbuch der Dogmatik. Herder, Freiburg im Breisgau 1905 (2., verm. u. verb. Aufl. 1911; ab der 3. Aufl. 1918 zweibändig; zuletzt 8. Aufl. 1932).
- Christus ein Gegner des Marienkultus? Jesus und seine Mutter in den Heiligen Evangelien. Herder, Freiburg im Breisgau 1909.
- Paulus. Die Grundzüge seiner Lehre und die moderne Religionsgeschichte. Bonifacius-Druckerei, Paderborn 1914.
- Des Christen Gnadenleben. Biblisch, dogmatisch, aszetisch dargestellt. Bonifacius-Druckerei, Paderborn 1921.
- Dogma und Religionsgeschichte für weitere Kreise dargestellt. Ferdinand Schöningh, Paderborn 1922 (digitale-sammlungen.de).
- Maria im Lichte des Glaubens und der Frömmigkeit (= Katholische Lebenswerte. Nr. 8). Bonifacius-Druckerei, Paderborn 1922 (4. Aufl. 1925).
- Grundriss der Dogmatik (= Herders Theologische Grundrisse). Herder, Freiburg im Breisgau 1923.
- Marianische Texte (= Religiöse Quellenschriften. Herausgegeben von Dr. Walterscheid, Bonn. Nr. 37). Verlag L. Schwann, Düsseldorf 1926.
- Jesus Christus, unser Heiland und König (= Katholische Lebenswerte. Nr. 10). Bonifacius-Druckerei, Paderborn 1926 (1./2. Aufl.; 3./4., verb. Aufl. 1929).
- Die Schöpfung. Gott, Welt, Mensch. Bonifacius-Druckerei, Paderborn 1928.
- Das Fegfeuer. Ein christliches Trostbuch. Bonifacius-Druckerei, Paderborn 1929 (3. Aufl. 1934).
- Unser Vorsehungsglaube. Bonifacius-Druckerei, Paderborn 1931.
- Die Erlösung, Sünde und Sühne. Bonifacius-Druckerei, Paderborn 1933.
- Positives Christentum in katholischer Wesensschau (= Der Christ in der Zeit. Nr. 8). Bonifacius-Druckerei, Paderborn 1934.
- Der Glaubensgegensatz zwischen Judentum und Christentum. Bonifacius-Druckerei, Paderborn 1938 (digitale-sammlungen.de).